# Pachycereus pecten-aboriginum
Pachycereus pecten-aboriginum är en kaktusväxtart som först beskrevs av Georg George Engelmann och Sereno Watson, och fick sitt nu gällande namn av Nathaniel Lord Britton och Joseph Nelson Rose. Pachycereus pecten-aboriginum ingår i släktet Pachycereus och familjen kaktusväxter. Inga underarter finns listade i Catalogue of Life.

## Bildgalleri

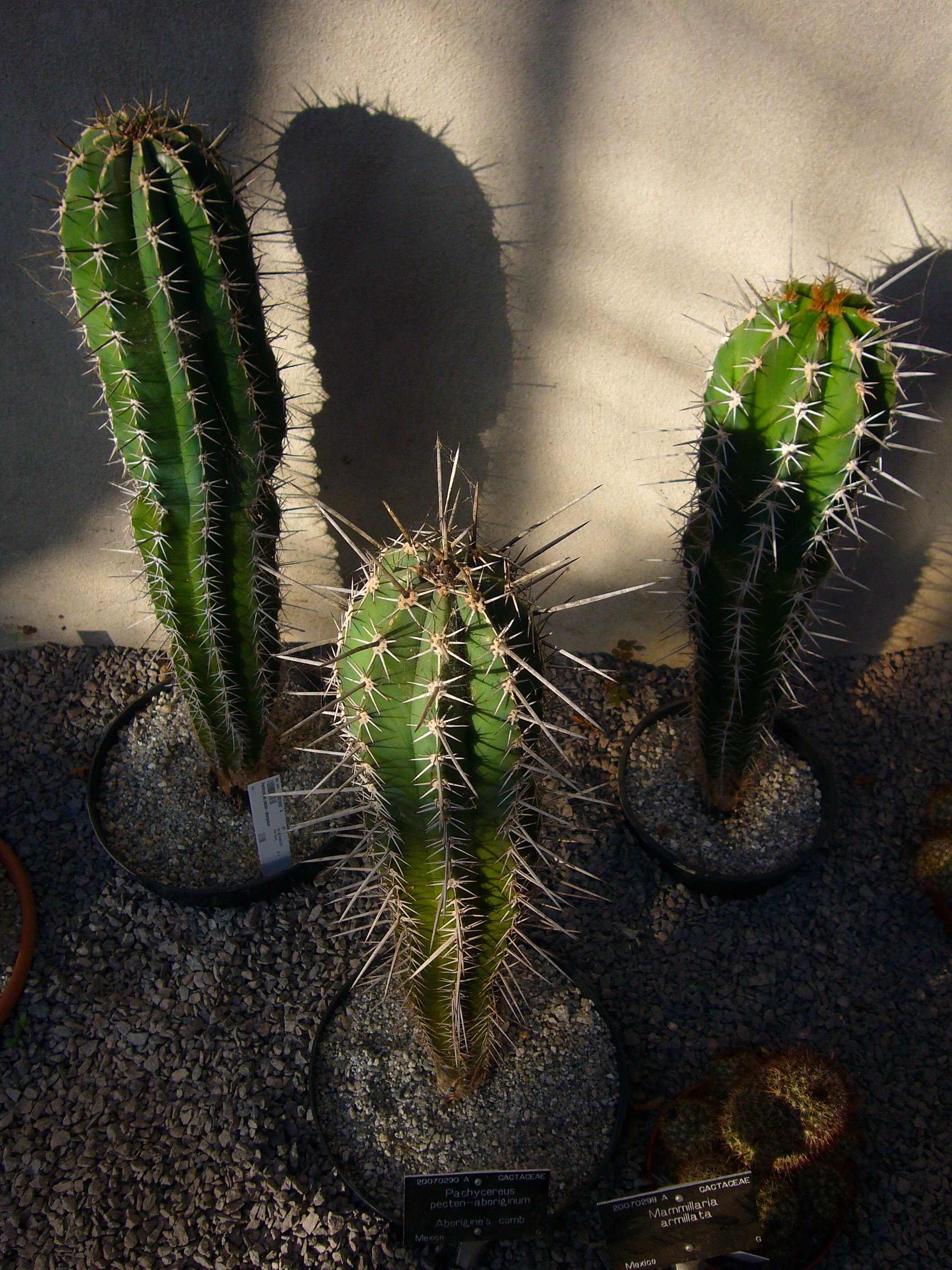
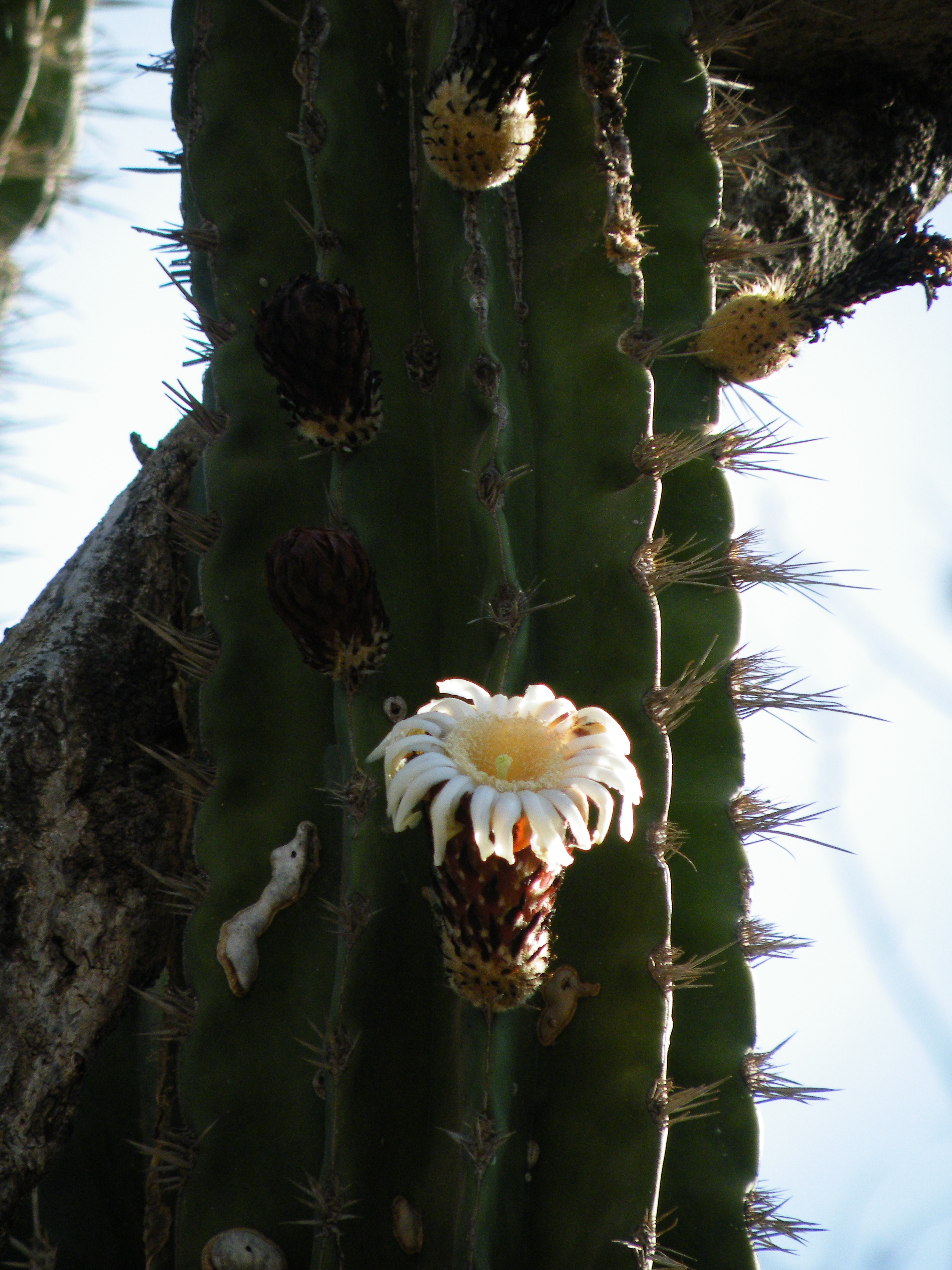
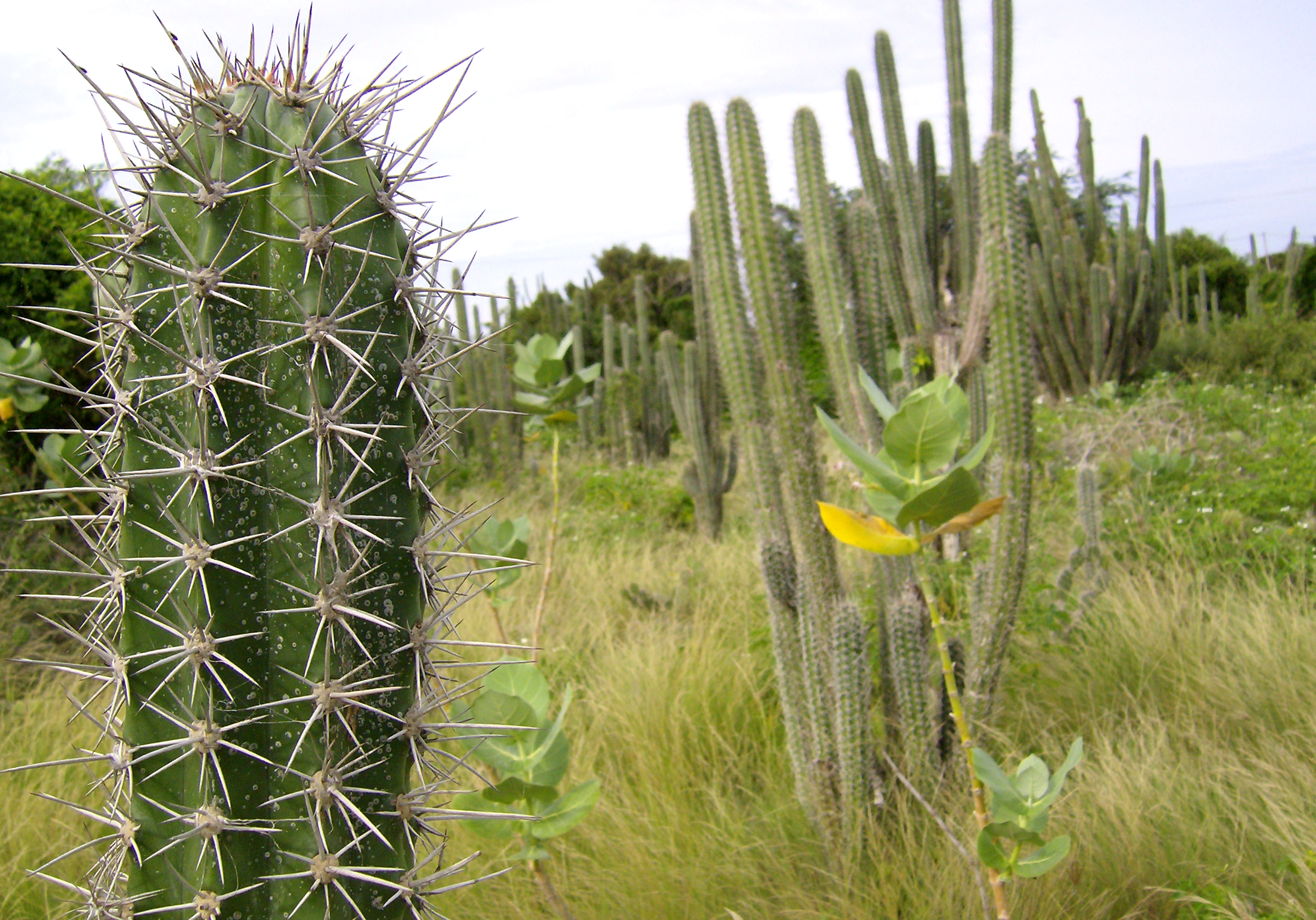
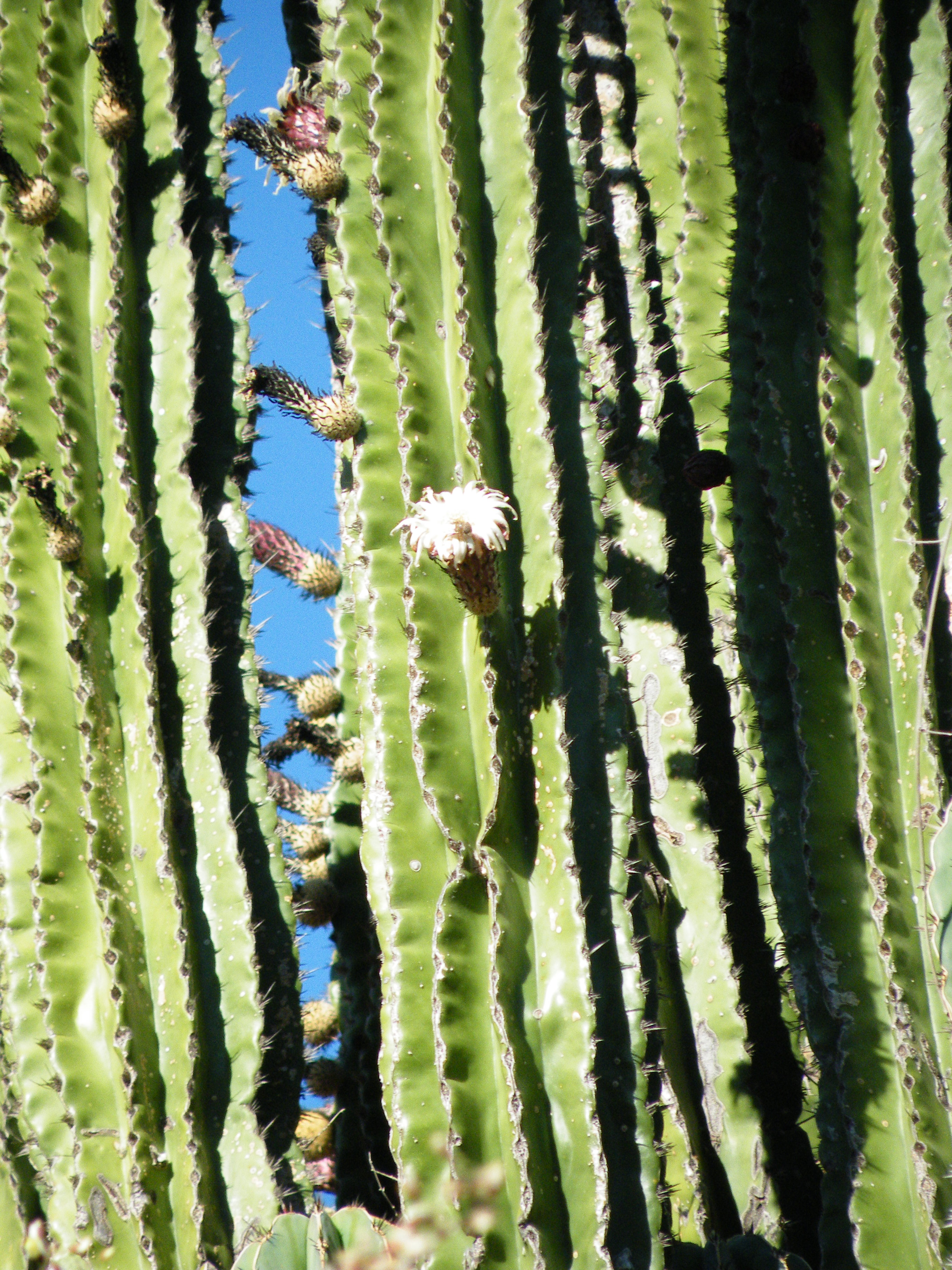
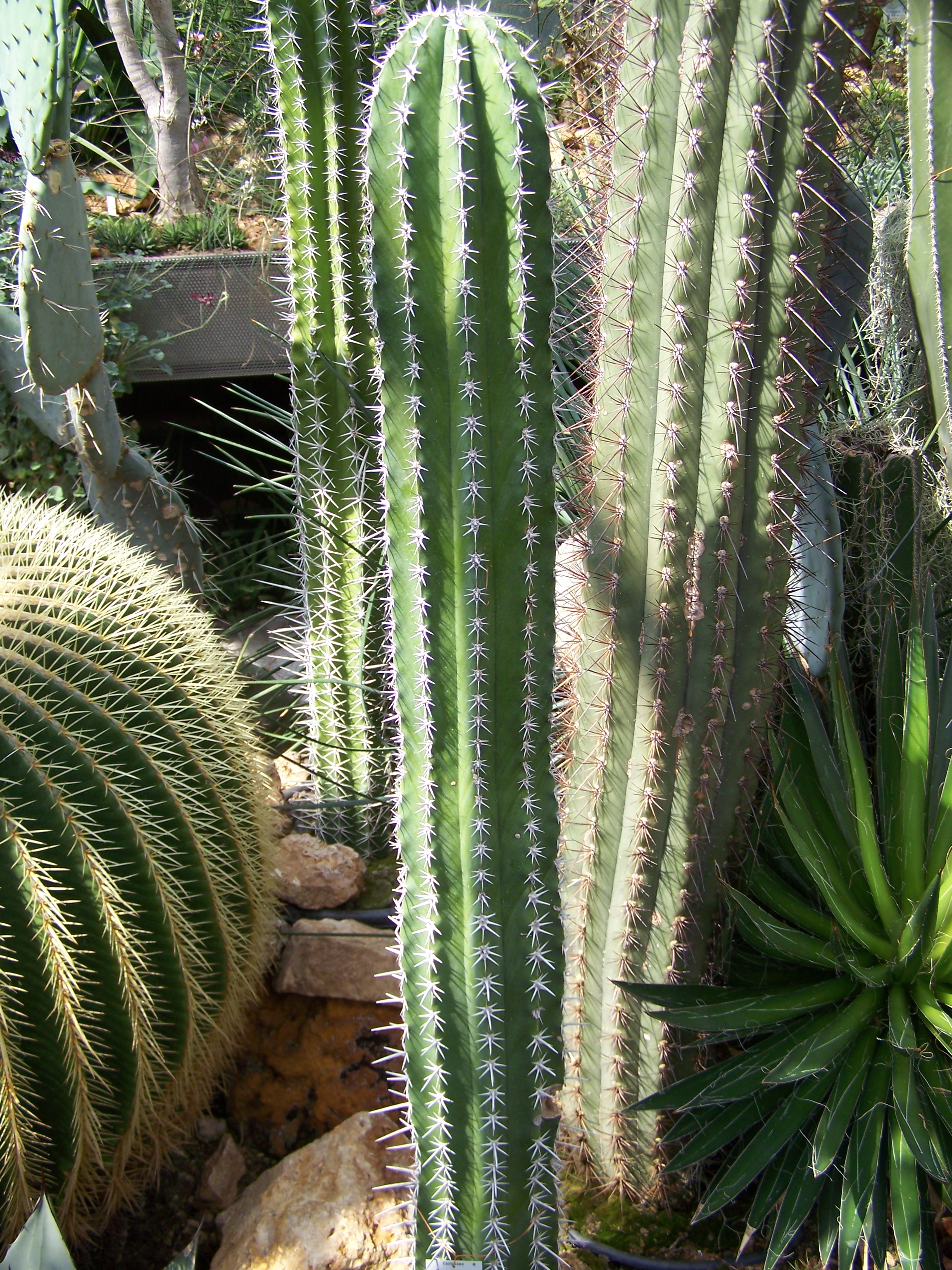
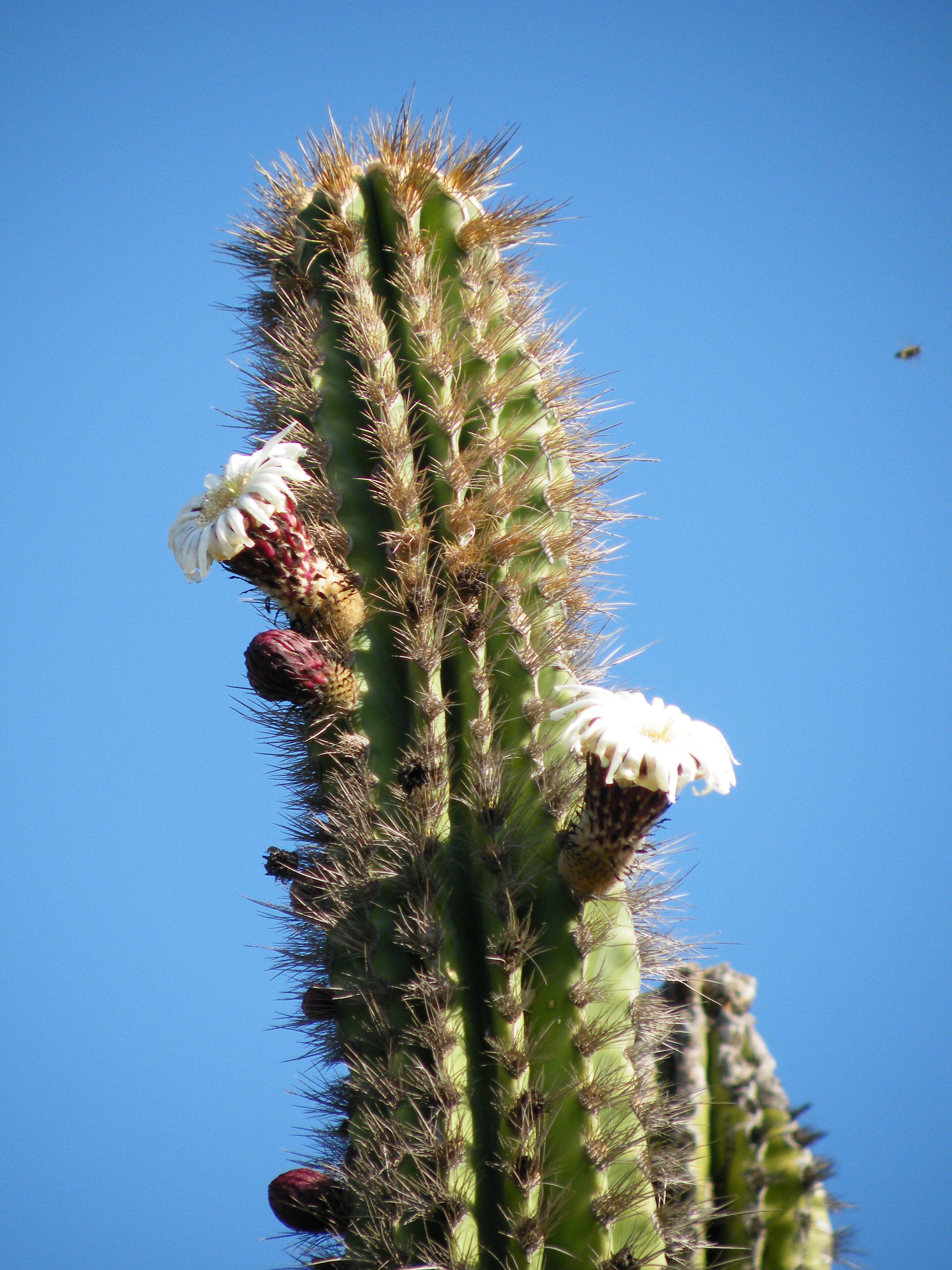